# Nicolae Tonitza
Nicolae Tonitza (13 avril 1886 à Bârlad - 26 février 1940 à Bucarest) est un peintre et un graphiste roumain.

## Biographie
Né le 13 avril 1886 à Bârlad en Roumanie, il est le premier des cinq enfants de Anastasiei et de Neculai Toniță. En 1902 il quitte Bârlad pour s'inscrire à l'École Nationale des Beaux Arts de Iași, avec comme professeur Gheorghe Popovici et Emanoil Bardasare. L'année suivante, il visite l'Italie, dans le cadre d'une excursion des étudiants en Archéologie de Bucarest, conduite par le professeur Grigore Tocilescu. Il passe ses vacances suivantes en Roumanie, où, avec d'autres collègues, il peint l'église du village de Grozești.
En 1908, il part en Allemagne, à Munich, où il est admis à l'Académie Bavaroise Royale des Arts en Formation dans la classe du professeur Hugo von Habermann. Il expose à Kunstverein, publie des caricatures dans la revue Furnica et l'article "Importance des critiques de l'art" dans la revue Arta română de Iași. Il quitte l'Allemagne, sans terminer ses études, et voyage en Italie et en France, où il reste deux ans à Paris. Il fréquente alors l'atelier de Pierre Laprade et fait des études d'après des peintres renommés. L'influence des préoccupations de l'époque ne tarde pas à mettre son empreinte sur l'œuvre du jeune artiste, qui par ses qualités de coloriste et la fraîcheur de ses émotions lui font découvrir rapidement le chemin vers l'originalité. Les problèmes de l'Impressionnisme, les découvertes du Postimpressionnisme, mais bien plus, le mode de pensée décoratif de la composition et du style belle époque vont déterminer ses options esthétiques futures. Il peint des paysages, des portraits et des compositions, qu'il expose dans son atelier de Montparnasse. L'équilibre, l'hédonisme - cette joie non retenue en face des charmes apparents de la réalité -, la sensualité tempérée, se traduisent déjà dans ces premières œuvres, pleines de lumières, débordant de tons et de soudures parfaites entre formes et couleurs.

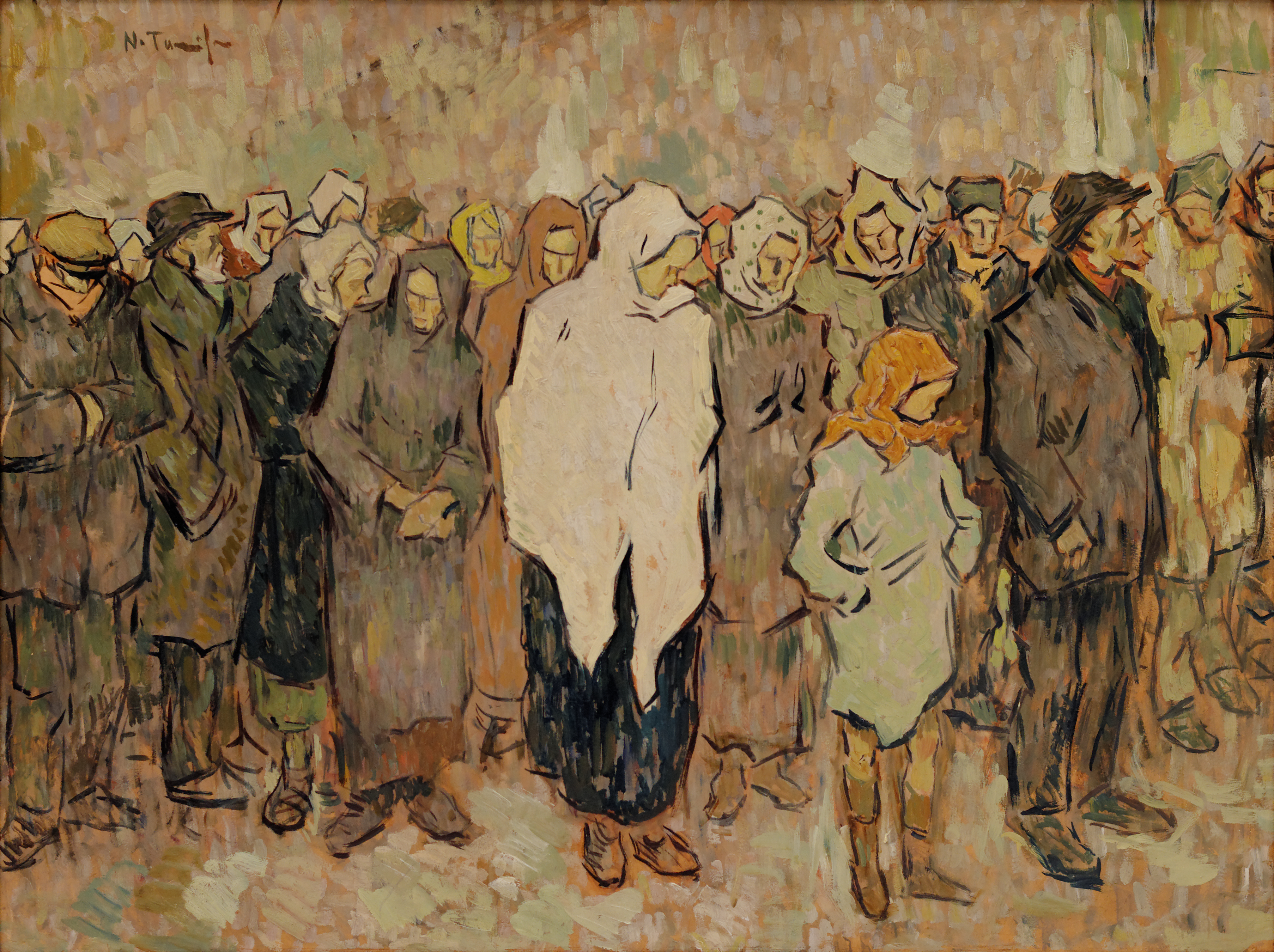
Faisant la queue pour le pain (1919)

En 1911, il retourne au pays et participe à l'exposition « La jeunesse artistique ». En 1912 il termine ses études à l'École Nationale des Beaux Arts de Iași et obtient par concours le certificat de « peintre d'église ». Il peindra les églises de Scorțeni, Siliște, Poeni, Vălenii de Munte et autres. En 1916, il expose à Bucarest 94 peintures et dessins, avec Ștefan Dimitrescu. Mobilisé et envoyé sur le front, il est fait prisonnier au cours de la bataille de Turtucaia/Tutrakan. Après la guerre, il se stabilise à Bucarest, où - en plus de ses participations à des expositions et des illustrations de livres - il collabore à des publications d'orientation socialiste avec des dessins et des chroniques artistiques. En 1924, il expose à la Biennale de Venise mais un an plus tard se retire de l'association « Arta Română » et - avec Francisc Șirato, Oscar Han et Ștefan Dimitrescu - il fonde le « Groupe des quatre ».
Les années suivantes et jusqu'en 1934, ont lieu différentes expositions du « Groupe des quatre ». Tonitza, entre-temps considéré comme « le plus important » peintre roumain en vie, expose également à l'étranger : Barcelone (1929), Amsterdam (1930), Bruxelles (1935). En 1933, il occupe la chaire de peinture à l'Académie des Beaux Arts de Iași, laissée vacante à la suite du décès de Ștefan Dimitrescu mais en 1937 devient recteur de l'Académie. En 1933 et 1934 il peint avec Francisc Șirato dans la région de Dobroudja, réalisant une série de tableaux et de dessins avec des paysages de Baltchik.
En 1939 il tombe gravement malade et s'éteint le 26 février 1940. Des œuvres sont alors exposées en son hommage au « Salon Officiel » et à l'« Exposition d'art roumain moderne ».

## Son œuvre

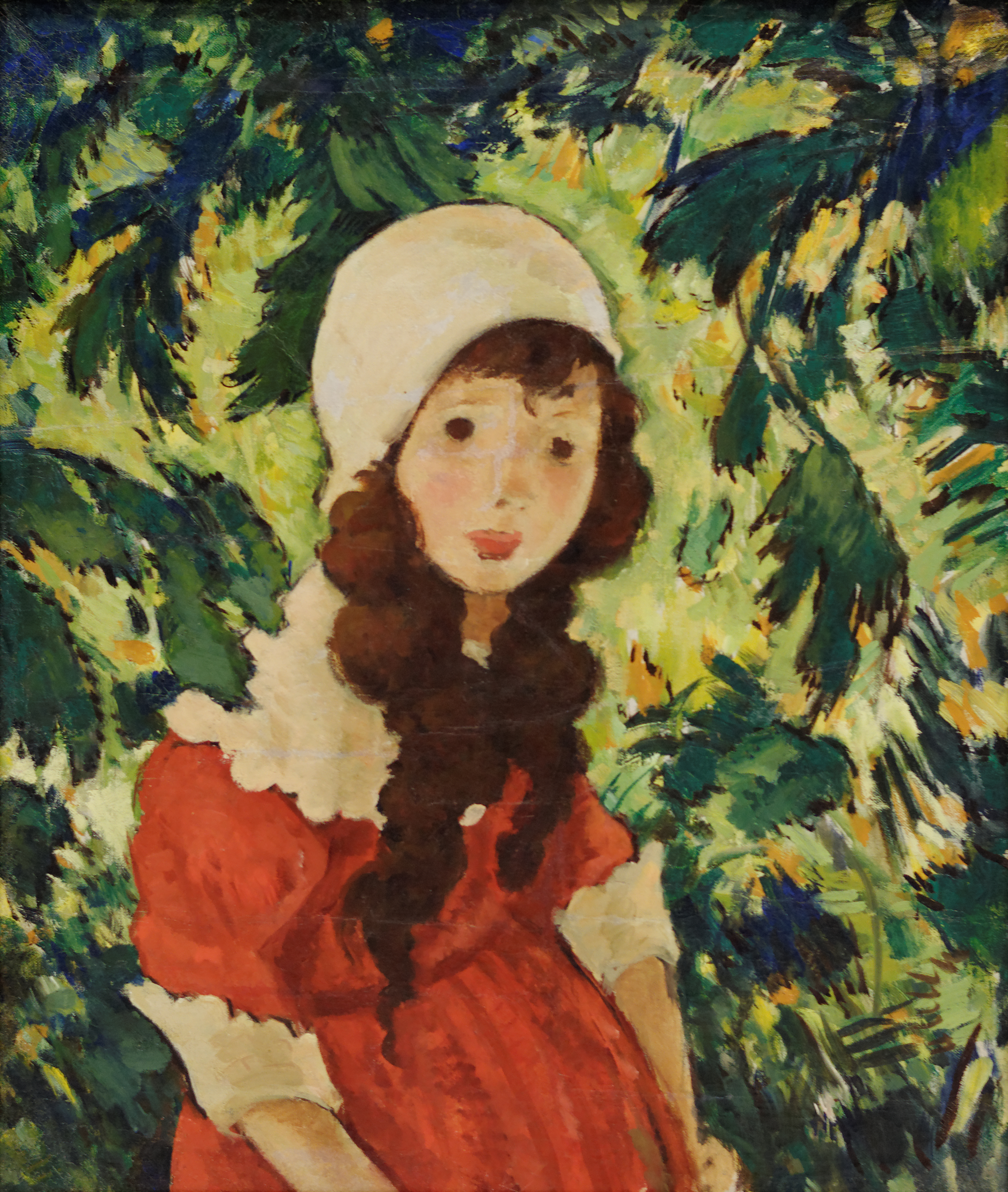
La fille du garde-forestier (1924-1926) - Collection du Docteur Dona, musée national d'Art de Roumanie

Un regard rétrospectif sur les œuvres de Tonitza nous révèle une première période de peinture académique portant la marque de l'école de Munich, et en corollaire, un intérêt majeur pour le dessin, au détriment de la peinture. Pendant son court séjour parisien, il fait de timides tentatives pour s'approprier les visions impressionnistes, mais sa préférence pour l'expression graphique conduiront son attention vers les créations de Daumier. Son revirement chromatique, que l'élite de la peinture française ne réussit pas à provoquer, fut déclenché par Ștefan Luchian. Après cette période, ses tableaux réalisés entre 1930 et 1935 montrent une pleine autonomie artistique, se libérant de toute influence. Graphique, pleine de malice et souvent de dramatisme - il a collaboré à de nombreuses revues culturelles et sociales du moment : Rampa, Flacăra, Clopotul, Hiena etc. - ses œuvres sont les témoins de sa participation intense à la vie de son époque.
Sa peinture, loin de l'agitation quotidienne et de l'engagement contemporain, reste sereine, parlant d'un idéal esthétique classique, d'un culte de la beauté, d'un art compris comme l'expression de la permanence des valeurs spirituelles. Cette vision autonome est mise en évidence dans les portraits d'enfants. « Les yeux de Tonitza », nous regardent aujourd'hui avec une nostalgie innocente, avec une mélancolie amère et candide. Ces grands yeux ronds et expressifs sont la marque de son style unique dans l'histoire de l'art roumaine.
D'une sobre musicalité picturale tressée de poésie et de réalité, Tonitza est passé dans les dernières années de sa vie à une peinture aux réminiscences orientales, due sans nul doute aux charmes des paysages de la région de Dobrogée.

## Galerie

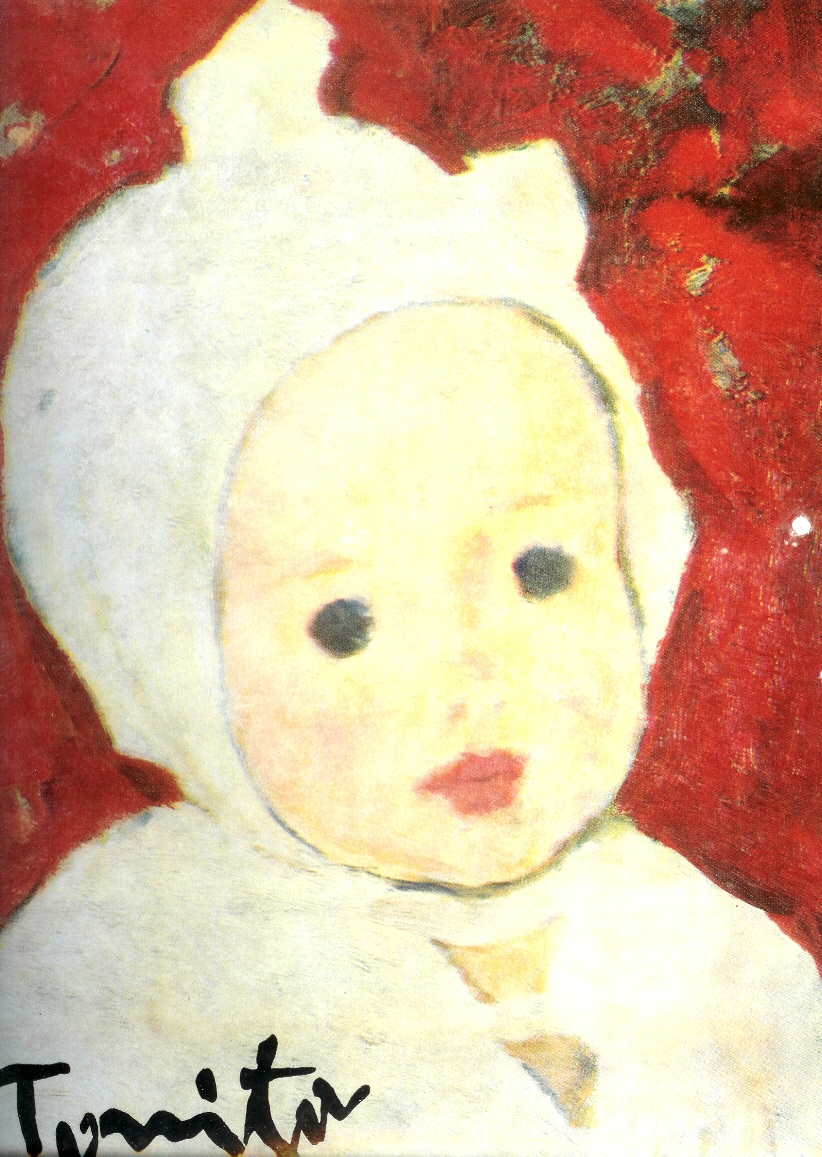
Portrait d'enfant (1926) - Musée Zambaccian, Bucarest
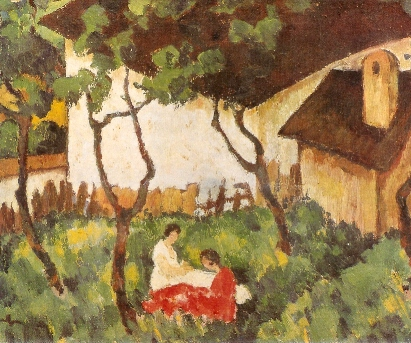
Jardin à Văleni (1922-1924) - Musée d'Art de Târgu Mureș
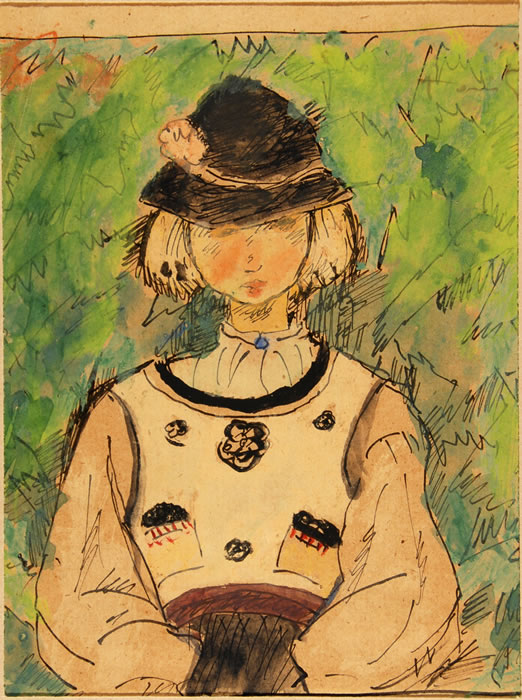
Fillette du Pays de Făgăraș, aquarelle au Musée national Brukenthal de Sibiu